# Institut d'optique Graduate School
Fundada en 1917, l’Institut d'optique Graduate School, també anomenada SupOptique, és una Grande école d'enginyeria de França. Està situada a Palaiseau, França: Campus Universitat París-Saclay a Palaiseau.
SupOptique és un establiment públic d'ensenyament superior i recerca tècnica.
L'Escola lliura 
- el diploma d'enginyer de SupOptique (Màster Ingénieur SupOptique)
- el diploma Màster recerca i de doctorat
- Mastère spécialisé.[2]

## Recerca
- Òptic
- Optrònica
- Fotònica
- Metrologia
- Nanotecnologia

## Famós mestre
- Charles Fabry, físic francès.